# Cal·lícrates (arquitecte)
Cal·lícrates (Kallikrates) fou un arquitecte grec d'Atenes del segle V aC. Juntament amb Fidies i Ictinos, va concebre i dirigir la construcció del Partenó. També és el dissenyador del Temple d'Atenea Niké, així com de la secció de les muralles que defensa la ciutat.